# 基特·馬特豪斯
（1966年10月27日—）是一位英格蘭政治人物，他的黨籍是保守黨。自2015年開始，他擔任西北漢普夏選區選出的英國國會議員。他曾在泰恩河畔新堡大學主修經濟和政治。